# کام کیک
کام کیک (به انگلیسی: Cum Cake) نخستین میکس‌تیپ از رپر آمریکایی کاپ‌کیک می‌باشد که در ۹ فوریهٔ سال ۲۰۱۶ به‌طور مستقل از سوی تیون‌کور منتشر گردید. نخستین تک‌آهنگ آلبوم «واژن» در ۹ اکتبر سال ۲۰۱۵ منتشر شد و همان سال به محبوبیت دست یافت و وایرال شد. «حلق‌کنی» و «کس آبدار» بعدها با تک‌آهنگ‌های «این به آن در»، «انتظارات» و «بچه‌باز» منتشر شدند. این میکس‌تیپ در فهرست ۴۰ تا از بهترین آلبوم‌های رپ سال ۲۰۱۶ رولینگ استون در دسامبر سال ۲۰۱۶ قرار گرفت.